# Славковская волость (Псковский уезд)
Славковская волость — административно-территориальная единица в составе Псковского уезда Псковской губернии}, в том числе в РСФСР в 1924 — 1927 годах. Центром было село Славковичи.
В рамках укрупнения дореволюционных волостей губернии, новая Славковская волость была образована в соответствии с декретом ВЦИК от 10 апреля 1924 года из упразднённых Зеборовской волости, Докатовской волости (без Сумецкого общества) и (дореволюционной) Славковской волости и разделена на сельсоветы: Больше-Петский, Верхнемостский, Докатовский, Пореченский, Слевковский, Шемякинский.
В рамках ликвидации прежней системы административно-территориального деления РСФСР (волостей, уездов и губерний), Славковская волость была упразднена в соответствии с Постановлением Президиума ВЦИК от 1 августа 1927 года, а её территория была передана в состав новообразованного Славковского района Псковского округа Ленинградской области.